# 沙丁乡
沙丁乡，是中华人民共和国西藏自治区昌都市边坝县下辖的一个乡镇级行政单位。

## 行政区划
沙丁乡下辖以下地区：
沙丁村、东地村、日普村、格尼村、松许村和知内村。